# Appietto
Appietto (kors. Appiettu) – miejscowość i gmina we Francji, w regionie Korsyka, w departamencie Korsyka Południowa.
Według danych na rok 1990 gminę zamieszkiwało 857 osób, a gęstość zaludnienia wynosiła 25 osób/km².